# Bataille des îles d'Hyères
Guerres de la Révolution française
Batailles
La bataille des îles d'Hyères a été menée le 13 juillet 1795 au large des îles d'Hyères, un groupe d'îles au large de la côte méditerranéenne française, à environ 25 km à l'est de Toulon.
La bataille a été menée entre les navires de guerre français commandés par Pierre Martin et les navires britanniques et napolitains sous les ordres de William Hotham et fut une victoire de la coalition sur les Français. Les forces engagées ne sont pas sûres et seule une partie des flottes ont pris part au combat.
Le navire français L’Alcide a été détruit.

## Flotte

### France
- Alcide (74 canons)
- Alceste (36 canons)
- Justice (40 canons, frégate)
- Plusieurs autres navires de ligne et frégates

### Grande-Bretagne
- Britannia (100 canons)
- HMS Victory (100 canons)
- Princess Royal (98 canons)
- St George (98 canons)
- Windsor Castle (98 canons)
- Blenheim (90 canons)
- Gibraltar (80 canons)
- Captain (74 canons)
- Fortitude (74 canons)
- Bombay Castle (74 canons)
- Saturn (74 canons)
- Cumberland (74 canons)
- Terrible (74 canons)
- Defence (74 canons)
- Egmont (74 canons)
- Culloden (74 canons)
- Bedford (74 canons)
- Courageux (74 canons)
- Audacious (74 canons)
- Agamemnon (64 canons)
- Diadem (64 canons)
- Meleager (32 canons, frégate)
- Cyclops (28 canons, frégate)
- Ariadne (24 canons, frégate)
- Comet (14 canons, frégate)
- Eclair (20 canons, frégate)
- Fleche (20 canons, frégate)
- Moselle (18 canons, frégate)
- Mutine (12 canons, frégate)
- Resolution (côtre)

### Royaume de Naples
- Guiscardo (74 canons)
- Sannita (74 canons)